# LISMO Port
LISMO Port（リスモ・ポート）とは、KDDIがソニーと共同開発しKDDIが提供していた、auブランド（iidaブランドを含む）携帯電話用の楽曲・動画・バックアップ等のデータ管理を目的としたWindows用の統合ソフトウェアである。
楽曲管理ソフト「x-アプリ for LISMO」（Ver.3.x以前は「SonicStage for LISMO」）、携帯電話のデータ管理ソフト「ケータイデータバックアップ」、LISMO Port用バックアップソフト「LISMO Portバックアップ」を1つにまとめたものである。
2008年2月1日、LISMO「オーディオ機器連携」&「KCP+」初の対応機種W56T、W54Sが沖縄地区で先行発売されると同時にダウンロード提供が開始された。
2013年5月24日、LISMO Portのダウンロード提供とサポートを同年11月29日に終了すると発表した。楽曲配信の多くがDRMフリーとなり汎用的になったため「LISMO Port」は役割を終えたとした。
Windows 8.1以降のOSには対応しておらず、インストールすることもできない。

## au Music Portとの棲み分け
かつては、KCP搭載モデルは「au Music Port」、KCP+搭載モデルは「LISMO Port」という対応機種に差があり、使い分ける必要があった。
2009年10月にリリースされたLISMO Port Ver4.0以降は対応機種が拡充され、au Music Portを使用していた従来機種もサポートされた。LISMO Portをau Music Portの後継ソフトウェアと明記し、2010年3月31日をもってau Music Portの提供を終了した。
LISMO Port 4.0をインストールする際にau Music Portは自動的にアンインストールされるが、取り込んだデータを残すかどうかは選択可能であり、残した場合に限りデータの引き継ぎができる。ただし、従来機種でダウンロードした着うたフルおよびau Music Portで購入した楽曲は、NETJUKEへの取り込みやウォークマンへの転送ができない。

## バージョン履歴
Ver1.0
- 2008年2月1日 リリース[7]。

Ver2.0
- 2008年6月3日リリース[8][9]。LISMO Videoに対応。
- 2008年7月25日、Ver2.00.01リリース[10]。
- 2008年8月29日、Ver2.00.02リリース[11]。

Ver3.0
- 2008年12月8日リリース[12][13]。
- HDCP非対応PCでもLISMO Videoの購入・転送が可能になる（再生は不可）
- mora for LISMOでのEdy決済に対応
- EZ「着うたフルプラス」の配信・転送・バックアップに対応
- ネットジュークに搭載されている12音解析技術に対応
- 購入楽曲や取り込んだCD等からの音楽CD作成に対応
- m3uプレイリストからの取り込みに対応
- データベースがSonicStage Vとの共有となる

Ver3.1
- 2009年2月6日リリース[14][15][16]。
- Walkman Phone, Premier3のダイレクトエンコーディング録音機能で作成した音楽ファイルのバックアップ機能
- 2009年9月1日、Ver3.1.01リリース。

Ver4.0
- 2009年10月19日リリース[17]。
- 楽曲管理が「x-アプリ for LISMO」となった。
- KCP+非搭載機種でも音楽の転送が可能となった。

Ver4.1
- 2010年5月28日リリース[18][19]。
- Windows 7に対応。
- IS01（SHI01・スマートブック）を含む新機種への対応（2010年5月下旬より順次発売される新機種に対応）

Ver4.2
- 2010年12月15日リリース[20]

Ver4.3
- 2011年6月24日リリース[21][22]。

Ver4.4
- 2011年10月11日リリース[23]。
- 対応機種（一部を除く）のAndroidスマートフォンではUSBドライバーのインストールが不要となった。
- 対応機種（一部を除く）のAndroidスマートフォンでは、すでに携帯電話で再生できる形式にエンコードされたファイルの場合は再度エンコードを行わずダイレクトに転送することで高速化された。これにより高いビットレートの楽曲ファイルでもダイレクト転送されるため、より高音質で楽曲を聞くことができる。
- 2012年2月8日、Ver4.4.01リリース[24]。

Ver4.5
- 2012年8月6日リリース[25]。

Ver5.0
- 2012年11月2日リリース[26]。

- Windows 8に対応（Windows RTは除く）。

Ver5.1
- 2013年1月下旬リリース[27][28]。
- これが最終バージョンとなる。

## x-アプリ for LISMO
外部から本ソフトに取り込める形式
- 音楽CD
- パソコン内のファイル
  - AAC、HE-AAC（拡張子：3gp、mp4、m4a）
    - 著作権保護されたファイル（拡張子：m4p）は不可
    - Apple Losslessのファイルは不可

  - WAV（拡張子：wav）
  - WMA（拡張子：wma）
    - 著作権保護されたファイルは不可

  - ATRAC、ATRAC Advanced Lossless（拡張子：oma、aa3）
  - MP3（拡張子：mp3）
- 携帯電話内のファイル
  - ダウンロードした着うたフル

## ケータイデータバックアップ
携帯電話内のメール、写真、ムービー、スケジュール、アドレス帳などをバックアップできる。

## LISMO Portバックアップ
LISMO Portのデータをバックアップし、別のPCに復元できる。